# David White (généalogiste)
Pour les articles homonymes, voir White et David White.
David Vines White, né le 27 octobre 1961 à Glasgow, connu Garter King of Arms, est généalogiste britannique.

## Biographie
Fils de Peter Vines White et sa femme Sheila Chatterton, il étudie au Marlborough College, avant de poursuivre ses études au Pembroke College à Cambridge où nommé B.A. (Cantab), et aussi diplômé de l'institut Courtauld M.A. (Londin).
Nommé aux postes de Rouge Croix Pursuivant en 1995 (suivi par John Allen-Petrie), puis Somerset Herald en 2004 (suivi par Mark Scott), il est depuis 2021 le Roi d'armes de la Jarretière, courtier royale principale britannique.